# فونتانابران
فونتانابران (به لاتین: Fontanabran) یک کوه در سوئیس است که در کانتون وله واقع شده‌است. فونتانابران ۲٬۷۰۳ متر بالاتر از سطح دریا واقع شده‌است.